# Cayrels stjärna
BPS CS31082-0001 eller Cayrels stjärna, är en ensam Population II-stjärna belägen i mellersta delen av stjärnbilden Valfisken. Den har en skenbar magnitud av ca 11,64 och kräver ett kraftfullt teleskop för att kunna observeras. Baserat på parallax enligt Gaia Data Release 2 på ca 0,48 mas beräknas den befinna sig på ett avstånd av ca 6 800 ljusår (ca 2 100 parsec) från solen. Den rör sig bort från solen med en heliocentrisk radialhastighet av ca 139 km/s.

## Observation
BPS CS31082-0001  upptäcktes av Tim C. Beers et al. med Curtis Schmidt-teleskopet vid Cerro Tololo Inter-American Observatory i Chile och analyserades av Roger Cayrel et al. De använde Very Large Telescope (VLT) vid European Southern Observatory i Paranal, Chile för högupplöst optisk spektroskopi för att bestämma överskott av element. Förhållandet mellan torium-232 och uran-238 användes för att bestämma åldern. Den beräknas vara cirka 12,5 miljarder år gammal, vilket gör den till en av de äldsta kända stjärnorna.

## Egenskaper
BPS CS31082-0001  tillhör klassen av ultrametallfattiga stjärnor (metallicitet [Fe / H] = -2,9), närmare bestämt den mycket sällsynta underklassen av neutronfångstförstärkta stjärnor. 
Jämfört med andra ultrametallfattiga, r-processberikade stjärnor (som CS22892-052, BD +17° 3248, HE 1523-0901) har BPS CS31082-0001 högre förekomster av aktinoider (torium, uran), men ett överraskande lågt överskott av bly.